# Sergio Oliva
Sergio Oliva (n. 4 iulie 1941, La Habana, Havana Province⁠(d), Cuba – d. 12 noiembrie 2012, Chicago, Illinois, SUA), supranumit „The Myth”, a fost un culturist cubano-american. Acesta a câștigat de trei ori concursul Mr. Olympia.

## Biografie
Sergio Oliva s-a născut la 4 iulie 1941 la Guantanamo, Cuba, în timpul președinției lui Fulgencio Batista. În adolescență, după doar un an de antrenamente, Sergio a reușit să ridice 180kg în stilul clean and jerk⁠(d)  și a fost remarcat de guvernul cubanez. Acesta a ajuns în echipa națională și a reprezentat Cuba la Jocurile Panamericane din 1961 organizate în Kingston, Jamaica. Acesta a părăsit camera de hotel și a fugit pânâ la ambasada Statelor Unite, unde a cerut azil politic. La scurt timp după, alți 65 de cetățeni cubanei - inclusiv întreaga echipă de haterofili și agenții lor de securitate - au defectat. Oată ajuns în Statele Unite, Oliva s-a stabilit în Miami, Florida și lucra ca reparator de televizoare.
Oliva a câștigat edițiile 1967, 1968 și 1969 ale competiției Mr. Olympia.

## Viața personală și moartea
A fost ofițer de poliție în Chicago timp de 25 de ani. Fiul său - Sergio Oliva Jr. - este un culturist profesionist IFBB; acesta a câștigat competiția de culturism NPC Nationals 2015 și a concurat la Mr. Olympia, Arnold Classic⁠(d) și New York Pro.
Sergio Oliva a murit pe 12 noiembrie 2012 în Chicago, Illinois din cauza unei insuficiențe renale la 71 de ani. A fost singurul culturist care l-a învins în competiții pe Arnold Schwarzenegger.

## Premii
- 1963 Mr Chicago – Locul I
- 1964 Mr Illinois – Locul I
- 1964 Mr America / AAU – Locul VII
- 1965 Junior Mr America / AAU – Locul II + trofeul “Most Muscular”
- 1965 Mr America / AAU – Locul IV + „Most Muscular”
- 1966 Junior Mr America / AAU – Locul I + „Most Muscular”
- 1966 Mr America / AAU – Locul II + „Most Muscular”
- 1966 Mr World / IFBB – Locul I la categoria „Înalt”
- 1966 Mr Universe / IFBB – Locul I
- 1966 Mr. Olympia⁠(d) / IFBB – Locul IV
- 1967 Mr. Olympia⁠(d) / IFBB – Locul I
- 1967 Universe / IFBB – Locul I overall
- 1968 Mr. Olympia⁠(d) / IFBB – Locul I
- 1969 Mr. Olympia⁠(d) / IFBB – Locul I
- 1970 Mr World / AAU (Pro) – Locul II la categoria „Înalt”
- 1970 Mr. Olympia⁠(d) / IFBB – Locul II
- 1971 Universe / NABBA (Pro) – Locul II la categoria „Înalt”
- 1972 Mr. Olympia⁠(d) / IFBB – Locul II
- 1972 Mr Galaxy / WBBG – Locul I
- 1973 Mr International, Mr Azteca  / IFBB (Pro) – Locul I
- 1973 Mr Galaxy / WBBG –  Locul I
- 1974 Mr International / WBBG (Pro) – Locul I
- 1975 Mr Olympus / WBBG – Locul I
- 1976 Mr Olympus / WBBG – Locul I
- 1977 Pro World Championships / WABBA – Locul I
- 1978 Mr Olympus / WBBG – Locul I
- 1980 Pro World Championships / WABBA – Locul I
- 1980 Professional World cup / WABBA – Locul I
- 1981 Professional World Cup / WABBA – Locul I
- 1984 Mr. Olympia⁠(d) / IFBB – Locul VIII
- 1984 Professional Mid-States Championships / WABBA – Locul I
- 1985 Mr. Olympia⁠(d) / IFBB – Locul VIII[13]